# Pedro Pizarro
Pedro Pizarro (Toledo, c. 1515-Arequipa, c. 1571) fue un cronista y conquistador español. Tomó parte en la mayoría de los sucesos de la conquista española del Perú, y escribió una crónica extensa de ellas bajo el título Relación del Descubrimiento y Conquista de los Reinos del Perú.

## Biografía

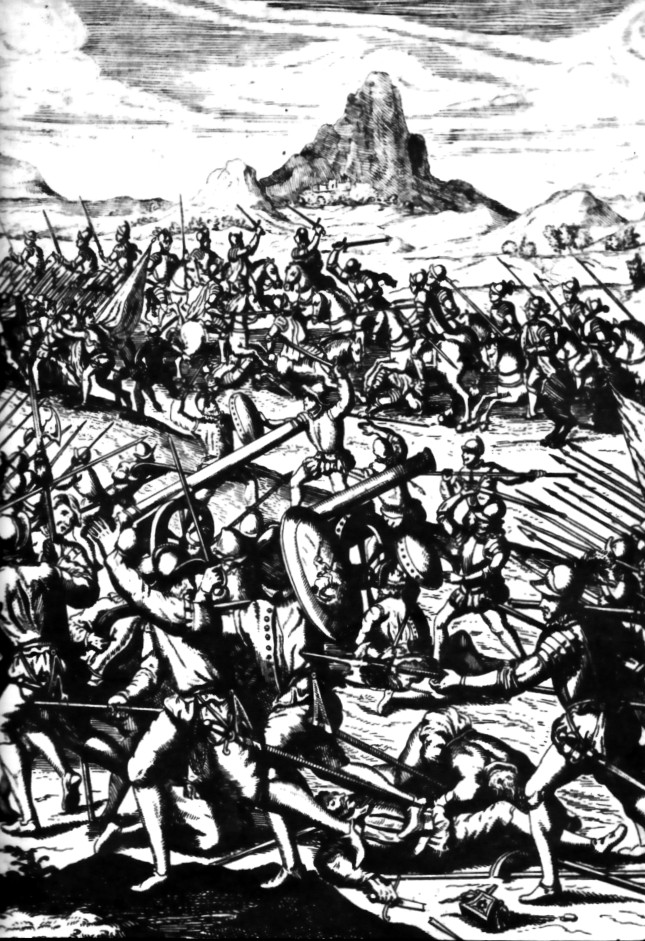
Grabado de la Batalla de Chupas (1542), donde Pedro Pizarro luchó contra los almagristas tras asesinar estos a Francisco Pizarro en 1541.

Pedro Pizarro nació cerca de 1515 en la ciudad de Toledo. No fue primo hermano de Francisco Pizarro y sus hermanastros Gonzalo Pizarro, Hernando Pizarro, Juan Pizarro y Francisco Martín de Alcántara como indica Means. Porras Barrenechea desmiente dicha afirmación en su libro Los cronistas del Perú (1966). Se unió a Francisco cuando este salió de España para su tercera expedición al Perú junto a sus hermanos. Salieron de Sanlúcar de Barrameda en febrero de 1530 y llegaron a Tumbes en enero de 1532. Pedro inicialmente sirvió como paje a su primo Francisco, pero a partir de 1533 prestó servicio militar activo como soldado de caballería. Como tal, tomó parte en la mayoría de los principales acontecimientos de la conquista del Imperio Inca, principalmente durante las campañas contra Manco Inca.
Luchó en la Batalla de las Salinas (6 de abril de 1538) contra Diego de Almagro, rival y exsocio de Francisco Pizarro. A continuación, tomó parte en la fundación de la ciudad de Arequipa (15 de agosto de 1540) donde se estableció. Los almagristas se rebelaron de nuevo en 1541, asesinando a Francisco Pizarro, por lo que Pedro  luchó en la Batalla de Chupas (16 de septiembre de 1542) bajo el mando de Cristóbal Vaca de Castro. Cuando Gonzalo Pizarro se rebeló contra la Corona española, Pedro rechazó su solicitud para unirse a su rebelión. Sin embargo, su lealtad fue puesta en duda por una carta que escribió a su primo el 18 de diciembre de 1546, que muestra algunas vacilaciones en su lealtad, probablemente motivadas por consideraciones materiales. Esta carta cayó en manos de Pedro de la Gasca, un emisario enviado por la Corona española para pacificar el país. La Gasca utiliza la carta como una excusa para negar los beneficios que Pedro Pizarro reclamó tras la Batalla de Xaquixaguana (9 de abril de 1548), donde fue derrotado Gonzalo Pizarro.
A pesar de este rechazo, Pedro Pizarro se podía considerar un hombre rico y bien recompensado. Siendo muy joven, fue padre de una hija natural, Isabel Pizarro, y más tarde tuvo numerosos hijos legítimos. Pedro Pizarro se casó dos veces: su primera esposa fue María Cornejo, pero nada se sabe acerca de su segunda esposa. La fecha exacta de su muerte es desconocida; sucedió después de 1571, cuando terminó de escribir su crónica y podría haber tenido lugar en fecha tan tardía como 1602, cuando el virrey de Perú, Luis de Velasco y Castilla, hizo una concesión a un tal Pedro Pizarro, que se cree que también pudo haber sido uno de los hijos del cronista.

## Crónica
Basada en su experiencia personal desde 1531 hasta 1555, Pedro Pizarro escribió una crónica de la conquista española del Perú, que terminó en 1571 bajo el título «Relación del Descubrimiento y Conquista de los Reinos del Perú». Hubo un manuscrito de la obra en la Biblioteca Nacional de España que, sin embargo, se perdió, y la única copia restante se encuentra en la Biblioteca Huntington en San Marino (California). Este trabajo permaneció manuscrito hasta de su inclusión en el quinto volumen de «Colección de documentos inéditos para la historia de España», publicado en 1844 en Madrid. Su primera traducción al inglés fue publicada por Philip A. Means en 1921 en Nueva York, y la edición moderna estándar en español fue editada por Guillermo Lohmann Villena en 1978 en Lima.